# Paolo Cannavaro
Paolo Cannavaro (Nápoles, 26 de junho de 1981) é um ex-futebolista italiano que atuava como zagueiro.

## Carreira
É irmão do ex-jogador Fabio Cannavaro, que também atuava como zagueiro. Suas características e seu salto para cabecear são suas maiores qualidades.

## Títulos

### Parma
- Supercopa da Itália: 1999

### Napoli
- Coppa Italia: 2011-12 e 2013-14